# Battaglia di Ruspina
La battaglia di Ruspina fu combattuta il 4 gennaio del 46 a.C. nella provincia romana dell'Africa, tra le forze degli ottimati e i popolari fedeli a Gaio Giulio Cesare. L'armata ottimata era guidata da Tito Labieno, già prefetto dei reparti di cavalleria dell'esercito di Cesare durante la conquista delle Gallie, che aveva disertato per il fronte pompeiano all'inizio della guerra civile.